# Équipe de Roumanie de football à la Coupe du monde 1934
L'équipe de Roumanie participe à sa deuxième Coupe du monde de football lors de l'édition 1934 qui se tient dans le royaume d'Italie du 27 mai 1934 au 10 juin 1934.
Portée par l'enthousiasme et le succès de la précédente édition de 1930, trente-deux équipes s'inscrivent. Un tour préliminaire inédit est organisé et les seize qualifiés, dont la Roumanie, jouent la phase finale.
L'équipe roumaine est éliminée dès son premier match à élimination directe, par la Tchécoslovaquie.

## Phase qualificative
La Roumanie, la Suisse et la Yougoslavie se trouvent dans le groupe 6 lors de la phase qualificative et chaque équipe s'affronte une fois.
Le premier match est Suisse - Roumanie et il se tient le 29 octobre 1933 au stade du Wankdorf à Berne. La Roumanie mène par 0-2 à la 65e minute grâce à des buts de Stefan Dobay et Graţian Sepi avant de concéder le match nul 2-2 au terme du temps réglementaire. Après match, la FIFA donne la victoire à la Suisse 2-0 sur tapis vert car un des joueurs roumains qui disputent la rencontre n'est pas sélectionnable.
Le second match se déroule le 29 avril 1934 au stade ONEF de Bucarest contre la Yougoslavie. L'équipe roumaine ouvre le score en première mi-temps par l'intermédiaire d'Alexandru Schwartz puis Stefan Dobay offre la victoire 2-1 à sa nation,.
| Rang | Équipe      | Pts | J | G | N | P | Bp | Bc | Diff |  | Résultats (▼ dom., ► ext.) |     |     |     |
| ---- | ----------- | --- | - | - | - | - | -- | -- | ---- |  | -------------------------- | --- | --- | --- |
| 1    | Suisse      | 3   | 2 | 1 | 1 | 0 | 4  | 2  | +2   |  | Suisse                     |     | 2-0 |     |
| 2    | Roumanie    | 2   | 2 | 1 | 0 | 1 | 2  | 3  | -1   |  | Roumanie                   |     |     | 2-1 |
| 3    | Yougoslavie | 1   | 2 | 0 | 1 | 1 | 3  | 4  | -1   |  | Yougoslavie                | 2-2 |     |     |

## Phase finale
La Roumanie affronte la Tchécoslovaquie, tête de série, en huitièmes de finale. Les Tchécoslovaques ont une équipe reconnue pour son football et le plus solide outsider derrière les deux favoris que sont l'Italie et l'Autriche.
Le match a lieu le 27 mai 1934 au stade Littorio de Trieste et l'équipe roumaine mène 1-0 à la moitié du match grâce à un but de Ştefan Dobay. La Tchécoslovaquie inverse la tendance et se qualifie durant la seconde période en inscrivant deux buts par Antonín Puč et Oldřich Nejedlý, futur meilleur buteur de la Coupe du monde avec 5 buts.

## Bilan
La Roumanie dispute un match qui se solde par une défaite, un but inscrit pour deux encaissés. La nation, en qualité de huitième-de-finaliste, termine douzième sur seize. Elle se classe devant l'Égypte, treizième, et derrière l'Argentine, la France et les Pays-Bas, neuvièmes ex æquo. La Tchécoslovaquie, qui l'élimine, termine vice-championne du monde.
L'attaquant Ştefan Dobay est l'unique buteur roumain de la compétition et fait partie des 45 joueurs à avoir inscrit au moins un but durant la Coupe du monde 1934.

## Effectif
L'Autrichien Josef Uridil et le Roumain Costel Rădulescu sont les deux sélectionneurs de l'équipe roumaine durant la Coupe du monde. Ils commandent un groupe de quinze joueurs qui se compose de deux gardiens de but, trois défenseurs, quatre milieux de terrain et six attaquants.
Un seizième joueur, Zoltán Beke, fait partie du voyage en Italie. Il est convié par la fédération roumaine dans l'hypothèse où l'attaquant Silviu Bindea n'est pas remis de sa blessure avant le début de la compétition. Ceci est une entorse au règlement FIFA et le joueur n'est pas qualifié pour disputer la Coupe du monde.
| Nom                | Nom              | Club                 | Date de naissance | J.              | Buts            |                 |                 |                 |
| Gardiens de but    | Gardiens de but  | Gardiens de but      | Gardiens de but   | Gardiens de but | Gardiens de but | Gardiens de but | Gardiens de but | Gardiens de but |
| ------------------ | ---------------- | -------------------- | ----------------- | --------------- | --------------- | --------------- | --------------- | --------------- |
|                    | Adalbert Püllöck | FC Bihor Oradea      | 06.04.1907        | 0               | 0               | -               | -               | -               |
|                    | Vilmos Zombori   | Ripensia Timisoara   | 11.01.1906        | 1               | 0               | -               | -               | -               |
| Défenseurs         |                  |                      |                   |                 |                 |                 |                 |                 |
|                    | Gheorghe Albu    | Venus FC Bucarest    | 18.11.1909        | 1               | 0               | -               | -               | -               |
|                    | Emerich Vogl     | Juventus FC Bucarest | 12.08.1905        | 1               | 0               | -               | -               | -               |
|                    | Lazăr Sfera      | Venus FC Bucarest    | 29.04.1909        | 0               | 0               | -               | -               | -               |
| Milieux de terrain |                  |                      |                   |                 |                 |                 |                 |                 |
|                    | Rudolf Kotormány | Ripensia Timisoara   | 23.01.1911        | 1               | 0               | -               | -               | -               |
|                    | József Moravetz  | Ripensia Timisoara   | 14.01.1911        | 1               | 0               | -               | -               | -               |
|                    | Vasile Deheleanu | Ripensia Timisoara   | 12.08.1910        | 1               | 0               | -               | -               | -               |
|                    | Alexandru Cuedan | CFR Bucarest         | 26.09.1910        | 0               | 0               | -               | -               | -               |
| Attaquants         |                  |                      |                   |                 |                 |                 |                 |                 |
|                    | Nicolae Kovacs   | Ripensia Timisoara   | 29.12.1911        | 1               | 0               | -               | -               | -               |
|                    | Iuliu Bodola     | FC Bihor Oradea      | 26.02.1912        | 1               | 0               | -               | -               | -               |
|                    | Grațian Sepi     | Universitatea Cluj   | 30.12.1910        | 1               | 0               | -               | -               | -               |
|                    | Ștefan Dobay     | Ripensia Timisoara   | 26.09.1909        | 1               | 1               | -               | -               | -               |
|                    | Gheorghe Ciolac  | Ripensia Timisoara   | 10.08.1908        | 0               | 0               | -               | -               | -               |
|                    | Silviu Bindea    | Ripensia Timisoara   | 24.10.1912        | 1               | 0               | -               | -               | -               |
|                    | Zoltán Beke *    | Ripensia Timisoara   | 30.06.1911        | -               | -               | -               | -               | -               |
| Sélectionneurs     |                  |                      |                   |                 |                 |                 |                 |                 |
|                    | Josef Uridil     |                      |                   |                 |                 |                 |                 |                 |
|                    | Costel Rădulescu |                      |                   |                 |                 |                 |                 |                 |

## Navigation